# Јинчуан
Јинчуан (кин: 银川) главни је град кинеске аутономне покрајине Нингсја. Према процени за 2013. у њему је живело 1.730.000 становника. Простире се на површини од 4.467 km²; густина становништва је 387 становника по квадратном километру.